# Japanische Sportuniversität

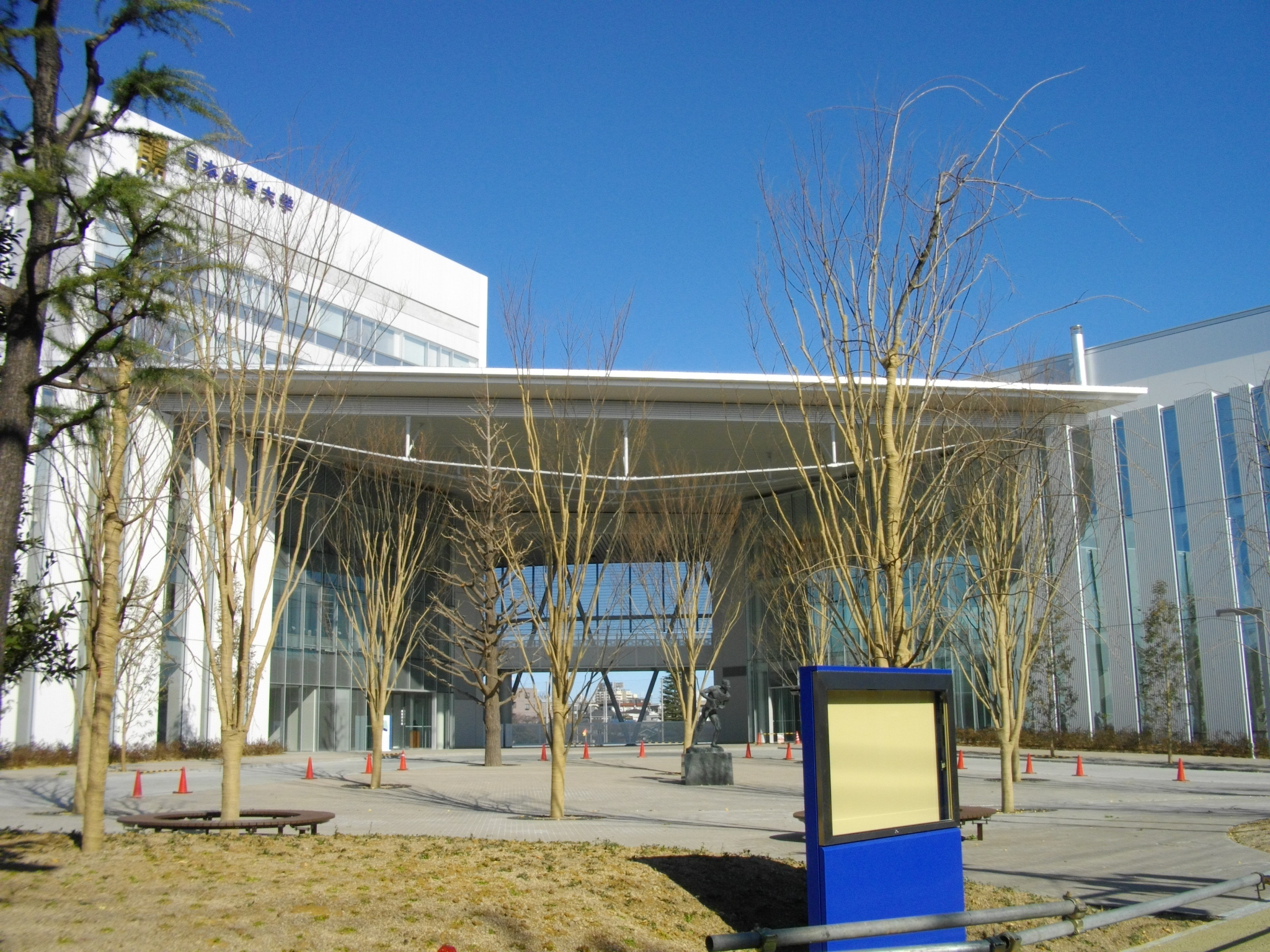
Japanische Sportuniversität, Fukasawa Campus (2012)

Die Japanische Sportuniversität (日本体育大学, Nippon taiiku daigaku, eng. Nippon Sport Science University) ist eine private Sportuniversität in Tokyo und Yokohama.

## Berühmte Absolventen
- Karina Maruyama – Fußballspielerin
- Kōhei Uchimura – Kunstturner
- Yūko Arimori – Marathonläuferin